# Srebro(III) fluorid
Srebro(III) fluorid, AgF3, nestabilno je svetlo crveno, dijamagnetno jedinjenje koje sadrži srebro u neobičnom +3 oksidacionom stanju. Njegova kristalna struktura je veoma slična sa zlato(III) fluoridom: ono je polimer koji sadrži četvorougaone AgF4 jedinice povezane u lance fluoro mostovima.

## Priprema
AgF3 se može pripremiti tretiranjem rastvora koji sadrži tetrafluoroargentatne jone u anhidratnom fluorovodoniku sa bor trifluoridom. U anhidratnom HF rastvoru, on se spontano razlaže do Ag3F8 preko noći na sobnoj temperaturi.
Ranije se pripremao koristeći kripton difluorid kao fluorinirajući agens, i ta reakcija je proizvodila mešovito valentni Ag3F8.